# Gran Premi d'Emília-Romanya de motociclisme de 2020
El Gran Premi d'Emília-Romanya de motociclisme de 2020 (oficialment anomenat Gran Premio TISSOT dell'Emilia Romagna e della Riviera di Rimini) va ser la vuitena prova del Campionat del Món de motociclisme de 2020. Va tenir lloc al Misano World Circuit Marco Simoncelli, a Misano Adriatico, Itàlia, del 18 al 20 de setembre del 2020.

## Resultats

### MotoGP
| Pos.                         | No. | Pilot             | Constructor | Voltes | Temps     | Graella | Punts |
| ---------------------------- | --- | ----------------- | ----------- | ------ | --------- | ------- | ----- |
| 1                            | 12  | Maverick Viñales  | Yamaha      | 27     | 41:55.846 | 1       | 25    |
| 2                            | 36  | Joan Mir          | Suzuki      | 27     | +2.425    | 11      | 20    |
| 3                            | 44  | Pol Espargaró     | KTM         | 27     | +4.528    | 4       | 16    |
| 4                            | 20  | Fabio Quartararo  | Yamaha      | 27     | +6.419    | 3       | 13    |
| 5                            | 88  | Miguel Oliveira   | KTM         | 27     | +7.368    | 15      | 11    |
| 6                            | 30  | Takaaki Nakagami  | Honda       | 27     | +11.139   | 12      | 10    |
| 7                            | 73  | Àlex Márquez      | Honda       | 27     | +11.929   | 17      | 9     |
| 8                            | 4   | Andrea Dovizioso  | Ducati      | 27     | +13.113   | 10      | 8     |
| 9                            | 21  | Franco Morbidelli | Yamaha      | 27     | +15.880   | 8       | 7     |
| 10                           | 9   | Danilo Petrucci   | Ducati      | 27     | +17.682   | 9       | 6     |
| 11                           | 5   | Johann Zarco      | Ducati      | 27     | +23.144   | 14      | 5     |
| 12                           | 42  | Álex Rins         | Suzuki      | 27     | +24.962   | 18      | 4     |
| 13                           | 38  | Bradley Smith     | Aprilia     | 27     | +30.008   | 19      | 3     |
| –                            | 27  | Iker Lecuona      | KTM         | 24     | –         | 13      |       |
| –                            | 63  | Francesco Bagnaia | Ducati      | 20     | –         | 5       |       |
| –                            | 46  | Valentino Rossi   | Yamaha      | 15     | –         | 7       |       |
| –                            | 53  | Esteve Rabat      | Ducati      | 12     | –         | 20      |       |
| –                            | 43  | Jack Miller       | Ducati      | 7      | –         | 2       |       |
| –                            | 33  | Brad Binder       | KTM         | 3      | –         | 6       |       |
| –                            | 41  | Aleix Espargaró   | Aprilia     | 0      | –         | 16      |       |
| INFORME OFICIAL CURSA MOTOGP |     |                   |             |        |           |         |       |